# Darboux-tulajdonság
A Darboux-tulajdonság a matematikai analízisben a folytonossággal rokon, de azzal korántsem egyenértékű, szemléletes függvénytulajdonság. Intervallumon értelmezett valós függvény Darboux-tulajdonságú, ha bármely két függvényértéke között minden értéket felvesz. A Bolzano-tétel pontosan azt állítja, hogy intervallumon értelmezett folytonos függvény Darboux-tulajdonságú, a Darboux-tétel pedig, hogy intervallumon értelmezett differenciálható függvény deriváltfüggvénye Darboux-tulajdonságú.

## Definíció
Legyen I ⊂ R intervallum és f: I {\displaystyle \rightarrow } R függvény. Azt mondjuk, hogy az f függvény Darboux-tulajdonságú, ha teljesül a következő kijelentés:
{\displaystyle (\forall a,b\in I)(~(~a<b~\wedge ~f(a)\neq f(b)~)\Rightarrow }
{\displaystyle \Rightarrow (\forall y\in (\min\{f(a),f(b)\},\max\{f(a),f(b)\})~\exists \xi \in (a,b)~f(\xi )=y)~)}.
f Darboux-tulajdonságú, ha az értelmezési tartományából bárhogy is választva egy zárt intervallumot (mondjuk az {\displaystyle [a,b]}-t), a végpontok függvényértékei (f(a) és f(b)) közötti minden (y) érték előáll a függvény értelmezési tartományának (egy {\displaystyle [a,b]}-beli) alkalmas ξ pontjában felvett értékeként ( f(ξ) = y ).

## Ekvivalens megfogalmazások
Állítás  – Egy intervallumon értelmezett valós függvény pontosan akkor Darboux-tulajdonságú, ha az értelmezési tartományába eső bármely intervallum képe intervallum.
Ha ugyanis az f:I{\displaystyle \rightarrow }R függvény Darboux-tulajdonságú, akkor tetszőleges J ⊆ I intervallum esetén azt kell megmutatnunk, hogy f(J) szintén intervallum. Ha u < u' az f(J) két eleme, akkor alkalmas x és x'-vel u=f(x) és u'=f(x'). Feltehetjük, hogy x < x'. Világos, hogy minden u és u' közé eső v érték esetén létezik olyan x < ξ < x', hogy v=f(ξ), amiből (u,u') ⊆ f(J) és amiből viszont következik, hogy f(J) intervallum.
Másrészt, ha az f:I{\displaystyle \rightarrow }R függvény olyan, hogy minden az értelmezési tartományába eső bármely intervallum képe intervallum, akkor legyen a < b két I-beli elem úgy, hogy f(a) ≠ f(b). Szintén feltehetjük, hogy f(a) < f(b). A feltétel miatt (f(a),f(b)) ⊆ [f(a),f(b)] ⊆ f([a,b]). Mivel f([a,b]) és f((a,b)) is intervallum ezért f([a,b])=f((a,b)) ∪ {f(a),f(b)}. Tegyük fel indirekten, hogy tetszőleges y ∈ (f(a),f(b))-beli elem esetén nincs olyan ξ ∈ (a,b), melyre f(ξ)=y lenne. Mivel f([a,b]) és f((a,b)) is intervallum ezért f([a,b])=f((a,b)) ∪ {f(a),f(b)}, így y=f(ξ) csak f(a), vagy f(b) lehet, ami ellentmond az y ∈ (f(a),f(b)) feltételnek.
Mindezek miatt a Darboux-tulajdonságot néha ki szokták terjeszteni tetszőleges valós-valós függvényre a következőképpen:
Az f:R{\displaystyle \mapsto } R függvény Darboux-tulajdonságú, ha az értelmezési tartományában lévő intervallum képe intervallum.

## A Darboux-tulajdonsághoz kapcsolódó tételkör
- Minden intervallumon értelmezett folytonos függvény Darboux-tulajdonságú. Ezt mondja ki a Bolzano-tétel (vagy ennek ekvivalens megfogalmazása, a Bolzano–Darboux-tétel).
- Minden deriváltfüggvény Darboux-tulajdonságú. Ez nem más mint a Darboux-tétel. Természetesen, folytonosan differenciálható függvények esetén ez a Bolzano–Darboux-tétel következménye. Ám, lehetséges, hogy a deriváltfüggvénynek szakadása van, de a Darboux-tétel állítása szerint nem lehet „ugrása”.
- Hangsúlyozzuk, hogy nem minden Darboux-tulajdonságú függvény folytonos. Például az f(x)=x2sin(1/x), f(0)=0 függvény deriváltfüggvénye létezik (tehát Darboux), de a 0 pontban másodfajú szakadása van (tehát ott nem folytonos).
- Sehol sem folytonos Darboux-függvényt transzfinit indukcióval, vagy a Hamel-bázis segítségével definiálhatunk.